# Diplogrammus pauciradiatus
Diplogrammus pauciradiatus es una especie de peces de la familia Callionymidae en el orden de los Perciformes.

## Morfología
• Los machos pueden llegar alcanzar los 5 cm de longitud total.

## Distribución geográfica
Se encuentra en el  Atlántico occidental: las Bahamas Bermuda, el Canadá Colombia, Cuba Jamaica Panamá, Puerto Rico los Estados Unidos y Venezuela

## Hábitat
Es un pez de mar de clima subtropical y asociado a los  arrecifes de coral

## Observaciones
Es inofensivo para los humanos.